# Coeligena
Coeligena is een geslacht van vogels uit de familie kolibries (Trochilidae) en de geslachtengroep Heliantheini (briljantkolibries) . Het geslacht telt 15 soorten.

## Soorten
- Coeligena bonapartei  – Goudbuikincakolibrie
- Coeligena coeligena  – Bronzen incakolibrie
- Coeligena conradii  – Conrads incakolibrie
- Coeligena consita  – Perijá-incakolibrie
- Coeligena eos  – Gouden incakolibrie
- Coeligena helianthea  – Blauwe incakolibrie
- Coeligena inca  – Goulds incakolibrie
- Coeligena iris  – Regenboogincakolibrie
- Coeligena lutetiae  – Bruinvleugelincakolibrie
- Coeligena orina  – Donkere incakolibrie
- Coeligena phalerata  – Witstaartincakolibrie
- Coeligena prunellei  – Zwarte incakolibrie
- Coeligena torquata  – Gekraagde incakolibrie
- Coeligena violifer  – Violetkeelincakolibrie
- Coeligena wilsoni  – Bruine incakolibrie